# Vita Andersen
Vita Andersen (ur. 29 października 1942 w Kopenhadze, zm. 20 lipca 2021) – duńska pisarka. Autorka powieści, w tym dla dzieci, oraz wierszy.
Andersen dużą część dzieciństwa spędziła w domu dziecka i rodzinach zastępczych; pisząc korzystała z tych doświadczeń. Jej powieści często traktują o dzieciach i o dorosłych, którzy zawodzą, kiedy są potrzebni. Tematy poruszane przez Andersen są często nieprzyjemne, np. dotyczą chorób psychicznych. Książki Vity Andersen przetłumaczono na większość europejskich języków; autorka jest laureatką wielu nagród.

## Twórczość
- Tryghedsnarkomaner (1977) – wiersze
- Hold kæft og vær smuk (1978) – opowiadania; zbiór odznaczony nagrodą literacką Złote laury
- Næste kærlighed eller Laila og de andre (1978) – wiersze
- Elsk mig (1980) – sztuka
- Det er bare ærgerligt (1981) – wiersze
- Kannibalerne (1982) – sztuka
- Hva'for en hånd vil du ha – powieść
- Petruskas laksko (1989) – książka dla dzieci
- Sebastians kærlighed (1992) – powieść
- Coco (1997) – książka dla dzieci
- Get a life (2003) – powieść
- Anna Zoë (2006) – powieść